# Рок бродячих кошек: Бунтари 71
«Рок бродячих кошек: Бунтари 71», в ином русском переводе — «Рок бродячих кошек: Крайние меры 71» (яп. 野良猫ロック　暴走集団’７１: нора-нэко рокку бо:со: сюдан 71; англ. Stray Cat Rock: Beat ’71) — японский фильм, созданный на стыке двух жанров: боевика и криминальной драмы режиссёром Тосия Фудзита в 1971 году. Пятая, заключительная часть цикла «Рок бродячих кошек» о группе хиппующей молодёжи с непременной Мэйко Кадзи в главной роли.

## Сюжет
Действие киноленты происходит в начале 1970-х годов в небольшом японском провинциальном городке Курого. Коммуна странствующих хиппи из Синдзюку (Токио) живут в сломанном автобусе. Одна из девушек коммуны, Фурико влюбляется в прибившегося к их банде сына местного мэра, Рюмэя, отказавшегося от роскошной жизни ради любви. Однако отец Рюмэя не желает смириться с таковым поступком сына, поэтому нанимает банду байкеров, чтобы вернуть отпрыска и разлучить его с Фурико. Во время схватки с байкерами Рюмэй убивает одного из них. Получив сильный удар от другого головореза, он теряет сознание. Байкеры увозят бесчувственного Рюмэя к отцу, а в руку, также потерявшей сознание Фурико, вкладывают орудие убийства — нож. Обвинённая в убийстве Фурико попадает за решётку.
Через несколько месяцев друзья Фурико узнают о её побеге из тюрьмы и отправляются на велосипедах на поиски беглянки. Тем временем Фурико находит Рюмэя, но верные «псы» его отца, всё те же байкеры, похищают её и держат в заточении в особняке мэра. Коммуна хиппи пыталась устроить митинг у дома политика, но были выдворены из города подкупленными полицейскими. Рюмэй освобождает свою возлюбленную и они вместе присоединяются к спрятавшимся на городской окраине друзьям из коммуны. Посланные вслед за беглецами байкеры убивают влюблённых.

## В ролях
- Мэйко Кадзи — Фурико
- Тацуя Фудзи — Маппо
- Ёсио Харада — Пиранья
- Такэо Тии — Рюмэй
- Митико Цукаса — Лимон
- Эйдзи Го — президент
- Бунсаку Хан — Аяко
- Юка Кумари — Ая
- Юсукэ Нацу — Каппэй
- Фудзио Токита — Нэкуро
- Ёсио Инаба — Ёситаро Араки, отец Рюмэя
- Такаси Фудзики — Геббельс
- Торахико Хамада — Нарусима
- Масааки Сакаи — Масааки

## Премьеры
— национальная премьера фильма состоялась 3 января 1971 года.

## Комментарии
1. ↑  Под названием «Рок бродячих кошек: Бунтари 71» фильм распространён с русским переводом на торрент-трекерах. Иное русское название «Рок бродячих кошек: Крайние меры 71» существует на некоторых сайтах в сети, например на «КиноПоиске».